# Центральный белорусский военный совет
Центральный белорусский военный совет (ЦБВС) (бел. Цэнтральная беларуская вайсковая рада (ЦБВР)) — организация, которая в 1917-1918 годах занималась формированием белорусской армии и координировала работу белорусских военных советов.
Создан на съезде белорусов-военнослужащих Западного фронта, 12-й армии Северного фронта и Балтийского флота в Минске (13-19.11.1917), где был избран Временный исполнительный комитет ЦБВС во главе с Сымоном Рак-Михайловским, заместителями которого стали Константин Езовитов и Язэп Мамонько. Исполнительный комитет ЦБВС вошёл в состав Великой белорусской рады.
ЦБВС создал специальный отдел по формированию белорусских военных формирований, возглавленный генерал-лейтенантом Киприаном Кондратовичем, и отправил на фронты вербовщиков. После съездов белорусов-военнослужащих Северного, Румынского и Юго-Западного фронтов (все в ноябре 1917 года — январе 1918 года) их представители пополнили состав исполкома совета. Печатный орган совета — газета «Белорусская рада».
Усилиями ЦБВС в ноябре 1917 года создан белорусский полк в Минске и конный эскадрон под Оршей. В результате переговоров 10-11 января 1918, ЦБВС получил от Верховного главнокомандующего Николая Крыленко разрешение на создание белорусской национальной Красной гвардии. Пунктами её формирования стали Минск, Бобруйск, Рогачёв, Могилёв и Борисов. Однако из-за позиции представителей Облиспкомзапа, которые сорвали проезд специально созданной для этого комиссии, ЦБВС не смог осуществить намеченный план.
Члены ЦБВС участвовали в организации и проведении Всебелорусского съезда в 1917 году, создании Белорусской народной республики.